# جینا خیمیلینسکی
جینا خیمیلینسکی (انگلیسی: Gina Chmielinski؛ زادهٔ ۷ ژوئن ۲۰۰۰) بازیکن فوتبال اهل آلمان است که در حال حاضر برای باشگاه فوتبال زنان ساسولو در پست هافبک بازی می‌کند.
از باشگاه‌هایی که در آن بازی کرده است می‌توان به باشگاه فوتبال روزنگرد، باشگاه فوتبال زنان ناپولی و باشگاه فوتبال ۱.اف‌اف‌سی توربین پوتسدام اشاره کرد.
وی همچنین در تیم‌های ملی فوتبال زیر ۱۵ سال، زیر ۱۶ سال، زیر ۱۷ سال و زیر ۱۹ سال زنان آلمان بازی کرده است.

## زندگی حرفه‌ای
جینا خیمیلینسکی از سنین بسیار پایین با فوتبال آشنا شد و فعالیت حرفه‌ای خود را از سه‌سالگی با باشگاه لودویگزفلده آغاز کرد. در سال ۲۰۱۲، او به تیم جوانان باشگاه فوتبال ۱.اف‌اف‌سی توربین پوتسدام پیوست، در حالی که در مدرسه ورزشی «فریدریش لودویگ یان» در پوتسدام تحصیل می‌کرد. بین سال‌های ۲۰۱۴ تا ۲۰۱۶، خیمیلینسکی با تیم بی جوانان در بوندسلیگای زنان بازی کرد. در فصل ۲۰۱۵–۲۰۱۴، تیم او با پیروزی ۳–۱ برابر باشگاه فوتبال زنان وردربرمن به قهرمانی رسید و یک سال بعد با برد ۴–۲ برابر تیم گوترسلو در شهر زادگاهش، لودویگزفلده، از عنوان قهرمانی خود دفاع کرد.
در تابستان ۲۰۱۶، او به تیم اصلی باشگاه فوتبال ۱.اف‌اف‌سی توربین پوتسدام اضافه شد و تحت هدایت ماتیاس رودولف، در تاریخ ۱۸ دسامبر ۲۰۱۶ اولین بازی خود در بوندس‌لیگا را انجام داد؛ مسابقه‌ای که با برد پرگل ۸–۰ برابر باشگاه فوتبال زنان دویسبورگ در خانه آغاز شد و او در دقیقه ۷۳ جای خود را به تابیا کمه داد. او نخستین گل خود را در فصل بعد، در تاریخ ۱۲ نوامبر ۲۰۱۷ به ثمر رساند؛ در دقیقه ۸۰ دیدار برابر باشگاه فوتبال زنان بایرن مونیخ، گل تساوی ۲–۲ را وارد دروازه حریف کرد.
خیمیلینسکی به مدت شش فصل متوالی در باشگاه توربین پوتسدام ماندگار شد و نقش مهمی در کسب نتایج خوب تیم ایفا کرد. او همراه با تیمش دوبار به رتبه سوم و چهار بار به مقام چهارمی در بوندسلیگای زنان رسید. همچنین با این تیم به فینال جام حذفی زنان آلمان راه یافت که در آن بازی با شکست ۴–۰ برابر باشگاه فوتبال زنان وولفسبورگ به پایان رسید.
در تابستان ۲۰۲۲، او تصمیم گرفت برای نخستین بار به خارج از کشور برود و با تیم سوئدی باشگاه فوتبال روزنگرد برای نیم‌فصل دوم سال ۲۰۲۲ قرارداد بست. در این تیم، هم‌وطنش ربکا ناک نیز حضور داشت. یک ماه بعد در لیگ دامالسونسکان سوئد نخستین بازی خود را انجام داد؛ زمانی که رنه اسلگرز او را در هفته شانزدهم به جای سوفی بردگارد به زمین فرستاد و تیم با نتیجه ۲–۰ برابر هکن به پیروزی رسید. او با انجام ۷ بازی نقش مهمی در کسب سیزدهمین قهرمانی روزنگرد در لیگ سوئد داشت.
او فصل بعد را نیز با روزنگرد آغاز کرد و در هفت مسابقه شرکت نمود. در این مدت، اولین گل خود در فوتبال خارج از آلمان را در پیروزی ۴–۰ برابر ویتشو جی‌آی‌کی به ثمر رساند.
در ۱۳ اوت ۲۰۲۳، جینا خیمیلینسکی به باشگاه فوتبال زنان ناپولی پیوست که تازه به سری آ زنان صعود کرده بود. او در فصل حضور خود در این تیم ۲۵ بازی انجام داد، یک گل به ثمر رساند و ۷ پاس گل داد تا در بقای باشگاه ناپولی در سری آ سهم به‌سزایی داشته باشد.
در ۱۵ ژوئیه ۲۰۲۴، او به صورت رسمی با باشگاه باشگاه فوتبال زنان ساسولو قرارداد بست و در سطح اول فوتبال زنان ایتالیا ماندگار شد.
خیمیلینسکی نخستین بازی خود را برای ساسولو در روز اول فصل، در شکست ۶–۳ برابر باشگاه فوتبال زنان یوونتوس انجام داد. او در چهار بازی ابتدایی گلزنی نکرد تا اینکه در دیدار برابر باشگاه فوتبال زنان لاتزیو، گل نخست خود را برای باشگاه به ثمر رساند؛ دیداری که با شکست ۳–۲ همراه شد.
او یک هفته بعد در شکست ۳–۱ برابر باشگاه فوتبال زنان فیورنتینا گل نخست را به ثمر رساند. سپس دوبار در برابر باشگاه فوتبال زنان کومو و در دیدار برگشت مقابل باشگاه فوتبال زنان یوونتوس در تاریخ ۱۷ نوامبر ۲۰۲۴ گلزنی کرد؛ هر دو گل او در آن بازی از بیرون محوطه جریمه زده شد و مسابقه با تساوی ۲–۲ پایان یافت.

## دوران ملی
جینا خیمیلینسکی ۳۵ بازی ملی در رده‌های پایه برای تیم ملی فوتبال زنان آلمان انجام داده و ۱۴ گل به ثمر رسانده است. تا نوامبر ۲۰۲۴، او هنوز به تیم ملی بزرگسالان آلمان دعوت نشده است.
او در فینال قهرمانی زیر ۱۹ سال اروپا زنان یوفا ۲۰۱۹ در ترکیب اصلی تیم ملی فوتبال زیر ۱۹ سال زنان آلمان حضور داشت و تمام ۹۰ دقیقه بازی برابر تیم ملی فوتبال زیر ۱۹ سال زنان فرانسه در ورزشگاه سنت میرن را انجام داد؛ مسابقه‌ای که با نتیجه ۲–۱ به سود فرانسه خاتمه یافت.